# Lista portów lotniczych na Cyprze
Lista portów lotniczych na Cyprze, ułożonych alfabetycznie.
| Położenie               | ICAO | IATA | NAZWA LOTNISKA           |
| Lotniska Międzynarodowe |      |      |                          |
| Larnaka                 | LCLK | LCA  | Port lotniczy Larnaka    |
| Nikozja                 | LCEN | ECN  | Port lotniczy Ercan      |
| Pafos                   | LCPH | PFO  | Port lotniczy Pafos      |
| Lotniska Wojskowe       |      |      |                          |
| Akrotiri                | LCRA | AKT  | Baza lotnicza Akrotiri   |
| Episkopi                |      | EPK  | Port lotniczy Episkopi   |
| Kingsfield              | LCRE | KIN  | Baza lotnicza Kingsfield |
| Lakatamia               | LCRO | LAK  | Baza lotnicza Lakatamia  |
| Lefkoniko               |      | GEC  | Port lotniczy Lefkoniko  |
| Nikozja                 |      |      |                          |
| Pınarbaşı               |      |      | Port lotniczy Pınarbaşı  |
| Dawne Lotniska          |      |      |                          |
| Nikozja                 | LCNC | NIC  | Port lotniczy Nikozja    |